# Comuna Godinești, Gorj
Godinești este o comună în județul Gorj, Oltenia, România, formată din satele Arjoci, Câlcești, Chiliu, Godinești (reședința), Pârâu de Pripor, Pârâu de Vale și Rătez. Comuna are 2.465 de locuitori.

## Demografie
Componența etnică a comunei Godinești
     Români (89,33%)
     Romi (3,77%)
     Alte etnii (0,43%)
     Necunoscută (6,47%)
Componența confesională a comunei Godinești
     Ortodocși (91,59%)
     Alte religii (1,83%)
     Necunoscută (6,58%)
Conform recensământului efectuat în 2021, populația comunei Godinești se ridică la 1.855 de locuitori, în scădere față de recensământul anterior din 2011, când fuseseră înregistrați 2.061 de locuitori. Majoritatea locuitorilor sunt români (89,33%), cu o minoritate de romi (3,77%), iar pentru 6,47% nu se cunoaște apartenența etnică. Din punct de vedere confesional, majoritatea locuitorilor sunt ortodocși (91,59%), iar pentru 6,58% nu se cunoaște apartenența confesională.

## Istorie
La sfârșitul secolului al XIX-lea, comuna făcea parte din plaiul Vulcan a județului Gorj și era alcătuită din satele Godinești, Arjoci și Racoți, cu o populație de 2455 de locuitori, existând aici două școli (una la Godinești, și cealaltă în Racoți). Cea de la Godinești era frecventată de 64 de elevi, iar cea de la Racoți, înființată în 1865, era frecventată de 53 de elevi, și patru biserici. La acea vreme, pe teritoriul actual al comunei, în aceiași plasă, funcționau comuna Câlcești, iar în plasa Cloșani a județului Mehedinți, funcționa comuna Rătez. Comuna Câlcești avea aceiași structură, având o populație de 693 de locuitori. În comună funcționa o școală mixtă frecventată de 51 de băieți, dintre care o fată și două biserici de lemn,, iar comuna Rătez era alcătuită din satele Rătez, Chiliu, Luna de Sus și Luna de Jos, cu o populație de 800 de locuitori. În comună exista o școală mixtă frecventată de 45 de elevi și o biserică.
În 1925, se desființează comuna Rătez, iar satul Chiliu a trecut la comuna Godinești, în timp ce satul Rătez dispare temporar. Comuna Câlcești este desființată temporar. Anuarul Socec consemnează comuna Godinești, în plasa Brădiceni din același județ, având o populație de (în satele Godinești, Arjoci și Chiliu).
În 1931, se reînființează comuna Câlcești. După regruparea comunelor rurale și urbane din același an, comuna Godinești rămâne cu satele Godinești și Arjoci, iar comuna Câlcești este consemnată cu satele Câlcești, Pârâu de Pripor, Chiliu și Rătezu.
În anul 1950, comunele au fost arondate raionului Baia de Aramă a regiunii Gorj, raion care doi ani mai târziu a fost arondat regiunii Craiova, și apoi (după 1960), regiunii Oltenia. În anul 1964, comuna este mutată în cadrul raionului Târgu Jiu, după desființarea raionului Baia de Aramă.
În anul 1968, comuna a fost transferată la județul Gorj, căpătând forma actuală. Tot atunci se desființează comuna Câlcești și este transferată comunei Godinești.

## Politică și administrație
Comuna Godinești este administrată de un primar și un consiliu local compus din 11 consilieri. Primarul, Coman Aurariu[*], de la Partidul Social Democrat, este în funcție din 2016. Începând cu alegerile locale din 2024, consiliul local are următoarea componență pe partide politice:
|  | Partid                                 | Consilieri | Componența Consiliului | Componența Consiliului | Componența Consiliului | Componența Consiliului | Componența Consiliului | Componența Consiliului | Componența Consiliului |
|  | -------------------------------------- | ---------- | ---------------------- | ---------------------- | ---------------------- | ---------------------- | ---------------------- | ---------------------- | ---------------------- |
|  | Partidul Social Democrat               | 7          |                        |                        |                        |                        |                        |                        |                        |
|  | Alianța pentru Unirea Românilor        | 1          |                        |                        |                        |                        |                        |                        |                        |
|  | Uniunea Salvați România                | 1          |                        |                        |                        |                        |                        |                        |                        |
|  | Uniunea Democrată Maghiară din România | 1          |                        |                        |                        |                        |                        |                        |                        |
|  | Partidul Național Liberal              | 1          |                        |                        |                        |                        |                        |                        |                        |

## Atracții turistice
- Biserica de lemn din Câlcești
- Biserica de lemn din Pârâu de Vale
- Biserica de lemn din Rătez